# Alfred Raoul
Alfred Raoul (Pointe-Noire, 4 dicembre 1938 – Parigi, 16 luglio 1999) è stato un politico della Repubblica del Congo.
Dal settembre 1968 al gennaio 1969 è stato Presidente ad interim della Repubblica del Congo.
Dal settembre 1968 al gennaio 1969 è stato Primo ministro.